# EgyptSat 1
EgyptSat 1, ou MisrSat 1, est le premier satellite du programme spatial égyptien. Lancé le 17 avril 2007 depuis le cosmodrome de Baïkonour, le contact avec ce satellite de télédétection a été perdu le 19 juillet 2010. Il est remplacé par EgyptSat 2 en 2014 (mais perdu en 2015) ; DesertSat devrait prendre la relève.
Construit en collaboration avec le bureau ukrainien Ioujnoïe, ce projet d'environ 20 millions de dollars a permis un transfert de compétences de l'Ukraine vers l'Égypte. Ce satellite civil d'observation fournissait des images d'une résolution de 7,8 m dans le domaine visible, et de 39x46m dans l'infrarouge.